# UEFA Europa League 2016-2017 (qualificazioni)
Le qualificazioni alla UEFA Europa League 2016-2017 sono iniziate il 28 giugno 2016 e sono terminate il 25 agosto 2016. Hanno partecipato a questa prima fase della competizione 139 club: I 22 club vincitori si sono qualificati alla successiva fase a gironi, composta da 48 squadre.

## Date
| Fase          | Sorteggio                                            | Andata            | Ritorno           |
| ------------- | ---------------------------------------------------- | ----------------- | ----------------- |
| Primo turno   | 20 giugno 2016, ore 13:00 CET e ore 14:30 CET (Nyon) | 28-30 giugno 2016 | 5-6-7 luglio 2016 |
| Secondo turno | 20 giugno 2016, ore 13:00 CET e ore 14:30 CET (Nyon) | 14 luglio 2016    | 21 luglio 2016    |
| Terzo turno   | 15 luglio 2016, ore 13:00 CET (Nyon)                 | 28 luglio 2016    | 4 agosto 2016     |
| Spareggi      | 5 agosto 2016, ore 13:00 CET (Nyon)                  | 18 agosto 2016    | 25 agosto 2016    |

## Squadre
| Legenda                                      |
| -------------------------------------------- |
| I club vincitori avanzano alla fase a gironi |
| I club sconfitti sono eliminati              |

| Squadre          | Coeff  |
| ---------------- | ------ |
| Šachtar          | 81.976 |
| Olympiacos       | 70.940 |
| Anderlecht       | 54.000 |
| Fenerbahçe       | 40.920 |
| Sparta Praga     | 40.585 |
| PAOK             | 37.440 |
| BATĖ Borisov     | 34.000 |
| Qarabağ          | 13.475 |
| Rosenborg        | 12.850 |
| Astana           | 12.575 |
| Astra Giurgiu    | 11.076 |
| Stella Rossa     | 7.175  |
| Dinamo Tbilisi   | 5.875  |
| AS Trenčín       | 5.400  |
| Partizani Tirana | 1.575  |

| Squadre             | Coeff  |
| ------------------- | ------ |
| AZ Alkmaar          | 43.612 |
| Lilla               | 29.549 |
| Saint-Étienne       | 26.049 |
| Gent                | 25.000 |
| Krasnodar           | 24.216 |
| Rapid Vienna        | 23.520 |
| Slovan Liberec      | 22.085 |
| Spartak Mosca       | 19.216 |
| West Ham Utd        | 16.256 |
| Hertha Berlino      | 16.035 |
| Panathīnaïkos       | 14.940 |
| Rijeka              | 14.275 |
| Sassuolo            | 14.087 |
| Rio Ave             | 13.616 |
| Vorskla             | 11.976 |
| Arouca              | 10.616 |
| Apollōn Limassol    | 10.435 |
| Mladá Boleslav      | 10.085 |
| Oleksandrija        | 8.976  |
| Lucerna             | 8.755  |
| AEK Atene           | 7.940  |
| İstanbul Başakşehir | 7.920  |
| Heracles Almelo     | 7.112  |
| Pandurii            | 7.076  |
| Viitorul Costanza   | 5.076  |

| Squadre             | Coeff  |
| ------------------- | ------ |
| Genk                | 36.000 |
| Maribor             | 21.625 |
| Austria Vienna      | 19.020 |
| Partizan            | 16.925 |
| Maccabi Haifa       | 11.725 |
| Hajduk Spalato      | 10.775 |
| Grasshoppers        | 9.755  |
| Strømsgodset        | 7.850  |
| Ankaraspor          | 6.920  |
| Slavia Praga        | 6.585  |
| Häcken              | 5.975  |
| PAS Giannina        | 5.940  |
| FC Politehnica Iași | 5.076  |
| Piast Gliwice       | 5.000  |
| Levski Sofia        | 4.375  |
| Tarpeda-BelAZ       | 4.250  |
| Hibernian           | 3.960  |
| SønderjyskE         | 3.720  |

| Squadre             | Coeff  |
| ------------------- | ------ |
| Maccabi Tel Aviv    | 20.225 |
| Midtjylland         | 14.720 |
| HJK                 | 10.980 |
| Dinamo Minsk        | 10.000 |
| Omonia              | 9.935  |
| Neftçi Baku         | 9.725  |
| AEK Larnaca         | 9.435  |
| AIK                 | 8.975  |
| Slovan Bratislava   | 8.900  |
| Fehérvár            | 8.725  |
| Aqtöbe              | 8.075  |
| Vojvodina           | 7.925  |
| Šachcër Salihorsk   | 7.500  |
| Spartak Trnava      | 7.400  |
| Brøndby             | 7.220  |
| IFK Göteborg        | 6.475  |
| Debrecen            | 6.475  |
| Hearts              | 6.460  |
| Ventspils           | 6.075  |
| Admira Wacker M.    | 6.020  |
| Lokomotiva Zagabria | 5.775  |
| KR Reykjavík        | 5.750  |
| Dila Gori           | 5.625  |
| Aberdeen            | 5.460  |
| Odd                 | 5.350  |
| Qəbələ              | 5.225  |
| Rabotnički          | 5.200  |
| Vaduz               | 4.850  |
| Qairat              | 4.825  |
| Differdange 03      | 4.800  |
| Shamrock Rovers     | 4.590  |
| St Patrick's        | 4.590  |
| Zagłębie Lubin      | 4.500  |
| KS Cracovia         | 4.500  |
| Linfield            | 4.400  |
| Dacia Chișinău      | 4.325  |
| Beitar Gerusalemme  | 4.225  |
| Stabæk              | 4.100  |
| Kukësi              | 4.075  |
| Čukarički           | 3.925  |
| Levadia Tallinn     | 3.850  |
| Kalju Nõmme         | 3.850  |
| Zimbru Chișinău     | 3.825  |
| P'yownik            | 3.825  |
| Breiðablik          | 3.750  |
| Široki Brijeg       | 3.675  |
| Beroe               | 3.625  |
| Domžale             | 3.625  |

| Squadre          | Coeff |
| ---------------- | ----- |
| Ordabasy         | 3.575 |
| Fola Esch        | 3.550 |
| Cliftonville     | 3.400 |
| Rudar Pljevlja   | 3.225 |
| HB Tórshavn      | 3.225 |
| Gorica           | 3.125 |
| Chik. Sachkhere  | 3.125 |
| Širak            | 3.075 |
| Kəpəz            | 2.975 |
| Budućnost        | 2.975 |
| Birkirkara       | 2.966 |
| Škendija         | 2.950 |
| Víkingur         | 2.725 |
| Slavia Sofia     | 2.625 |
| MTK Budapest     | 2.475 |
| Hibernians       | 2.466 |
| Spartak Myjava   | 2.400 |
| Sūduva           | 2.175 |
| Jeunesse Esch    | 2.050 |
| RoPS             | 1.980 |
| Zarea Bălți      | 1.825 |
| Teuta            | 1.825 |
| Jelgava          | 1.825 |
| Valur            | 1.750 |
| IFK Mariehamn    | 1.730 |
| Lusitans         | 1.699 |
| Atlantas         | 1.675 |
| Samt'redia       | 1.625 |
| Partizani Tirana | 1.575 |
| Spartaks Jūrmala | 1.575 |
| Banants          | 1.575 |
| NSÍ Runavík      | 1.475 |
| Radnik Bijeljina | 1.425 |
| Sloboda Tuzla    | 1.425 |
| Trakai           | 1.425 |
| Glenavon         | 1.400 |
| Cork City        | 1.340 |
| La Fiorita       | 1.316 |
| Sileks Kratovo   | 1.200 |
| Bala Town        | 1.200 |
| UE Santa Coloma  | 1.199 |
| Bokelj           | 0.975 |
| Balzan           | 0.966 |
| Infonet          | 0.850 |
| Folgore          | 0.816 |
| Llandudno        | 0.700 |
| Connah's Q.N.    | 0.700 |
| Europa FC        | 0.700 |

## Primo turno

### Sorteggio
| Gruppo 1                                                                                   | Gruppo 1                                                                                | Gruppo 2                                                                       | Gruppo 2                                                                          | Gruppo 3                                                                       | Gruppo 3                                                                      |
| Teste di serie                                                                             | Non teste di serie                                                                      | Teste di serie                                                                 | Non teste di serie                                                                | Teste di serie                                                                 | Non teste di serie                                                            |
| ------------------------------------------------------------------------------------------ | --------------------------------------------------------------------------------------- | ------------------------------------------------------------------------------ | --------------------------------------------------------------------------------- | ------------------------------------------------------------------------------ | ----------------------------------------------------------------------------- |
| Midtjylland (5) Hearts (2) Ventspils (4) Linfield (3) Stabæk (1)                           | Víkingur (6) Sūduva (7) Cork City (8) Infonet (9) Connah's Q.N. (10)                    | HJK (2) IFK Göteborg (1) KR Reykjavík (3) St Patrick's (4) Levadia Tallinn (5) | HB Tórshavn (7) Jeunesse Esch (6) Atlantas (9) Glenavon (8) Llandudno (10)        | Dinamo Minsk (3) Brøndby (2) Aberdeen (1) Shamrock Rovers (5) Kalju Nõmme (4)  | Fola Esch (10) RoPS (7) Valur (9) Spartaks Jūrmala (8) Trakai (6)             |
| Gruppo 4                                                                                   | Gruppo 4                                                                                | Gruppo 5                                                                       | Gruppo 5                                                                          | Gruppo 6                                                                       | Gruppo 6                                                                      |
| Teste di serie                                                                             | Non teste di serie                                                                      | Teste di serie                                                                 | Non teste di serie                                                                | Teste di serie                                                                 | Non teste di serie                                                            |
| AIK (1) Šachcër Salihorsk (2) Odd (3) Differdange 03 (4) Breiðablik (5)                    | Cliftonville (6) Jelgava (7) IFK Mariehamn (8) NSÍ Runavík (9) Bala Town (10)           | AEK Larnaca (1) Vojvodina (2) Dila Gori (4) Široki Brijeg (3) Domžale (5)      | Širak (6) Birkirkara (8) Lusitans (7) Bokelj (9) Folgore (10)                     | Videoton (5) Lokomotiva Zagabria (2) Rabotnički (3) Čukarički (4) P'yownik (1) | Ordabasy (6) Budućnost (8) Zarea Bălți (7) UE Santa Coloma (9) Europa FC (10) |
| Gruppo 7                                                                                   | Gruppo 7                                                                                | Gruppo 8                                                                       | Gruppo 8                                                                          | Gruppo 9                                                                       | Gruppo 9                                                                      |
| Teste di serie                                                                             | Non teste di serie                                                                      | Teste di serie                                                                 | Non teste di serie                                                                | Teste di serie                                                                 | Non teste di serie                                                            |
| Neftçi Baku (4) Admira Wacker M. (3) Beitar Gerusalemme (2) Kukësi (1) Zimbru Chișinău (5) | Rudar Pljevlja (10) Chik. Sachkhere (7) Spartak Myjava (8) Sloboda Tuzla (9) Balzan (6) | Maccabi Tel Aviv (4) Debrecen (2) Qəbələ (3) Vaduz (1) Beroe (5)               | Gorica (6) Samt'redia (8) Radnik Bijeljina (7) La Fiorita (9) Sileks Kratovo (10) | Omonia (4) Spartak Trnava (2) Qairat (3) KS Cracovia (1)                       | Škendija (5) Hibernians (7) Teuta (6) Banants (8)                             |
| Gruppo 10                                                                                  |                                                                                         |                                                                                |                                                                                   |                                                                                |                                                                               |
| Teste di serie                                                                             | Non teste di serie                                                                      |                                                                                |                                                                                   |                                                                                |                                                                               |
| Slovan Bratislava (4) Aqtöbe (2) Zagłębie Lubin (3) Dacia Chișinău (1)                     | Kəpəz (5) Slavia Sofia (6) MTK Budapest (7) Partizani Tirana (8)                        |                                                                                |                                                                                   |                                                                                |                                                                               |

### Risultati

#### Andata
| Baku 28 giugno 2016, ore 18:00 CET | Kəpəz            | 0 – 0 referto | Dacia Chișinău | Dalga Stadium\| Arbitro: \| Aleksandr Gauzer \| |
| Arbitro:                           | Aleksandr Gauzer |               |                |                                                 |

| Elbasan 28 giugno 2016, ore 18:00 CET | Partizani Tirana | 0 – 0 referto | Slovan Bratislava | Elbasan Arena\| Arbitro: \| Erez Papir \| |
| Arbitro:                              | Erez Papir       |               |                   |                                           |

| Arbitro: | Zbynek Proske |

|           |           |              |
| Elmas 80’ | Marcatori | 36’ Janketić |

| Arbitro: | Pavel Orel |

|           |           |  |
| Fagan 10’ | Marcatori |  |

| Arbitro: | Sascha Amhof |

|                     |           |               |
| Jalmuqan 44’ (rig.) | Marcatori | 30’ Torghelle |

| Arbitro: | Anatolii Zhabchenko |

|               |           |  |
| Modebadze 36’ | Marcatori |  |

| Arbitro: | Fran Jović |

|             |           |          |
| Bajrami 34’ | Marcatori | 73’ Kóňa |

| Arbitro: | Donatas Rumšas |

|            |           |                           |
| Reis 90+4’ | Marcatori | 20’, 73’ Marić 65’ Prenga |

| Arbitro: | Mikhail Vilkov |

|                  |           |  |
| Karlsons 5’, 37’ | Marcatori |  |

| Arbitro: | Alejandro Hernández |

|          |           |          |
| Đenić 5’ | Marcatori | 6’ Meleg |

| Arbitro: | Alexandros Aretopoulos |

|  |           |                  |
|  | Marcatori | 53’, 85’ Morelos |

| Arbitro: | Jovan Kaluđerović |

|  |           |                                 |
|  | Marcatori | 14’ Hacıyev 83’ (rig.) Qurbanov |

| Arbitro: | Mario Zabec |

|  |           |                |
|  | Marcatori | 26’ Derbyshire |

| Arbitro: | Zaven Hovhannisyan |

|                |           |                |
| Bykov 18’, 81’ | Marcatori | 79’ Ulimbaševs |

| Arbitro: | Filip Glova |

|           |           |               |
| Marin 65’ | Marcatori | 21’ Jespersen |

| Zenica 30 giugno 2016, ore 18:00 CET | Sloboda Tuzla | 0 – 0 referto | Beitar Gerusalemme | Bilino Polje Stadium\| Arbitro: \| Glenn Nyberg \| |
| Arbitro:                             | Glenn Nyberg  |               |                    |                                                    |

| Arbitro: | Vladimir Vnuk |

|                           |           |                 |
| Valskis 69’ Arshakyan 78’ | Marcatori | 6’ (rig.) Wakui |

| Arbitro: | Enea Jorji |

|                                |           |  |
| Géresi 18’ Feczesin 88’, 90+4’ | Marcatori |  |

| Arbitro: | Kirill Levnikov |

|                          |           |  |
| Affane 27’ Johansson 52’ | Marcatori |  |

| Arbitro: | Markus Hameter |

|                       |           |  |
| Carrión 32’ López 39’ | Marcatori |  |

| Arbitro: | Martin Lundby |

|                                                      |           |  |
| Engvall 11’ Rieks 12’ Salomonsson 36’ Hysén 79’, 81’ | Marcatori |  |

| Arbitro: | Aliyar Aghayev |

|              |           |  |
| Serderov 85’ | Marcatori |  |

| Arbitro: | Aleksandrs Golubevs |

|                               |           |  |
| Tričkovski 22’, 34’ Alves 31’ | Marcatori |  |

| Arbitro: | Ignasi Villamayor Rozados |

|              |           |            |
| Er Rafik 38’ | Marcatori | 89’ Lavery |

| Arbitro: | Roi Reinschreiber |

|            |           |                      |
| Rangel 32’ | Marcatori | 71’ (rig.) Radanović |

| Arbitro: | Srđan Jovanović |

|             |           |  |
| Onuachu 56’ | Marcatori |  |

| Arbitro: | Mohammed Al-Akim |

|                         |           |  |
| Grøgaard 63’ Occéan 86’ | Marcatori |  |

| Arbitro: | Denis Scherbakov |

|                                              |           |                    |
| Stanković 16’ Zenjov 19’ Weeks 30’, 69’, 72’ | Marcatori | 59’ Shergelashvili |

| Arbitro: | Sandro Schärer |

|             |           |            |
| Baraban 45’ | Marcatori | 15’ Attard |

| Arbitro: | Þóroddur Hjaltalín Jr. |

|                                  |           |            |
| Costanzo 36’, 45+2’ Grippo 90+5’ | Marcatori | 86’ Mickov |

| Arbitro: | Jari Järvinen |

|  |           |                    |
|  | Marcatori | 40’ T'at'anashvili |

| Arbitro: | Jonathan Lardot |

|                         |           |  |
| Igiebor 13’, 69’ Sá 45’ | Marcatori |  |

| Stara Zagora 30 giugno 2016, ore 19:30 CET | Beroe             | 0 – 0 referto | Radnik Bijeljina | Beroe Stadium\| Arbitro: \| Giorgi Kruashvili \| |
| Arbitro:                                   | Giorgi Kruashvili |               |                  |                                                  |

| Arbitro: | Orkhan Mammadov |

|                                    |           |           |
| Dobrovoljc 11’ Horić 26’ Črnic 43’ | Marcatori | 5’ Luizão |

| Arbitro: | Tim Marshall |

|  |           |                                        |
|  | Marcatori | 45+1’ (rig.) 84’ (rig.) Starhorods'kyj |

| Arbitro: | Vasilis Dimitriou |

|  |           |              |
|  | Marcatori | 70’ Arshavin |

| Rhyl 30 giugno 2016, ore 20:15 CET | Connah's Q.N.   | 0 – 0 referto | Stabæk | Belle Vue\| Arbitro: \| Johnny Casanova \| |
| Arbitro:                           | Johnny Casanova |               |        |                                            |

| Arbitro: | Edin Jakupović |

|                           |           |  |
| Tambe 7’, 83’ Mikovič 40’ | Marcatori |  |

| Arbitro: | Fábio Veríssimo |

|                                  |           |  |
| Matić 49’ (rig.) 68’ Kajević 53’ | Marcatori |  |

| Arbitro: | Juri Frischer |

|  |           |                                            |
|  | Marcatori | 5’, 83’ Szakály 34’, 49’ Tisza 89’ Kulcsár |

| Arbitro: | Mads-Kristoffer Kristoffersen |

|                                            |           |           |
| Logan 68’ McGinn 90+3’ Rooney 90+8’ (rig.) | Marcatori | 70’ Klein |

| Arbitro: | Bart Vertenten |

|  |           |                    |
|  | Marcatori | 63’ (rig.) Maguire |

| Arbitro: | Vilhjálmur Alvar Þórarinsson |

|                                         |           |            |
| Buaben 28’ (rig.) Kalimullin 36’ (aut.) | Marcatori | 21’ Charin |

| Arbitro: | Georgios Kominis |

|  |           |                            |
|  | Marcatori | 27’ Lahdenmäki 74’ Saksela |

| Arbitro: | Sándor Andó-Szabó |

|                               |           |  |
| Ibraimi 40’ Stênio Júnior 68’ | Marcatori |  |

| Arbitro: | Anders Poulsen |

|                                |           |                                           |
| Bamberg 13’ Sigurjónsson 90+6’ | Marcatori | 10’ Kļuškins 33’ Redjko 44’ Grigaravičius |

| Arbitro: | Nicolas Laforge |

|                                     |           |           |
| Pálmason 40’ Friðjónsson 78’ (rig.) | Marcatori | 14’ Kelly |

| Arbitro: | Ali Palabıyık |

|                  |           |                                         |
| Ingvarsson 90+3’ | Marcatori | 47’, 54’ Wilczek 61’ Pukki 79’ Jakobsen |

#### Ritorno
| Arbitro: | Rahim Hasanov |

|                                  |           |  |
| Dimitrov 29’ Marković 76’ (aut.) | Marcatori |  |

| Arbitro: | Suren Baliyan |

|                              |           |                                    |
| Ivanishvili 13’ Kakubava 55’ | Marcatori | 45+3’, 90+3’ Emerson 61’ I. Jardan |

| Arbitro: | Irfan Peljto |

|                 |           |             |
| Stumpf 22’, 87’ | Marcatori | 73’ Dennehy |

| Arbitro: | Petr Ardeleanu |

|                              |           |                                        |
| Charin 51’ Voskoboinikov 63’ | Marcatori | 2’ Paterson 9’, 52’ Rossi 45+1’ Öztürk |

| Arbitro: | Raymond Crangle |

|                                             |           |                             |
| Geynrih 45+2’ Tuñğışbayev 67’ Erlanov 90+3’ | Marcatori | 10’, 14’ Mandić 21’ Kajević |

| Arbitro: | Sergejus Sylva |

|                                       |                      |                              |
| Bičaxčyan 84’                         | Marcatori            |                              |
| Hovsepyan Darbinyan Ayvazyan Hakobyan | Tiri di rigore 4 – 1 | Gongadze Kvirkvelia Razmadze |

| Arbitro: | Dag Vidar Halfsås |

|                                                      |           |  |
| Gohou 27’, 61’ Bakaev 45+2’ Tawamba 72’ Turysbek 79’ | Marcatori |  |

| Arbitro: | Lasha Silagava |

|  |           |           |
|  | Marcatori | 57’ Dário |

| Arbitro: | Asper Ulusoy |

|                      |           |                                      |
| Daniel 30’ Pekár 89’ | Marcatori | 2’ Wostry 27’ Starkl 57’ Zwierschitz |

| Arbitro: | Boris Marhefka |

|                                 |           |              |
| Arakelyan 25’ Raz. Hakobyan 56’ | Marcatori | 10’ González |

| Arbitro: | Georgios Kyzas |

|                                            |           |           |
| Zivzivadze 14’ (rig.) Shergelashvili 90+2’ | Marcatori | 42’ Weeks |

| Arbitro: | Petur Reinert |

|                        |           |                                     |
| Turkovs 15’ Diallo 70’ | Marcatori | 31’ Hreinsson 33’ (rig.) D. Bamberg |

| Arbitro: | João Capela |

|  |           |          |
|  | Marcatori | 79’ Guri |

| Arbitro: | Stavros Mantalos |

|                      |           |  |
| Tisza 41’ Holman 51’ | Marcatori |  |

| Arbitro: | Bryn Markham-Jones |

|                  |           |            |
| Taiwo 30’ (rig.) | Marcatori | 76’ Papšys |

| Arbitro: | Erik Lambrechts |

|                                                 |           |               |
| Rodrigues 66’ Sidorenkov 69’ Neemelo 87’, 90+2’ | Marcatori | 14’ Arshakyan |

| Arbitro: | Veaceslav Banari |

|                                                |           |                 |
| Ćorić 8’ Prenga 18’ (rig.) Marić 48’ Perić 57’ | Marcatori | 89’ Joan Salomó |

| Arbitro: | Peter Kjærsgaard-Andersen |

|                      |           |              |
| Sparrdal Mantilla 4’ | Marcatori | 78’ Akabueze |

| Arbitro: | Nikolay Yordanov |

|                   |           |  |
| Nikač 7’ Bese 84’ | Marcatori |  |

| Arbitro: | Yaroslav Kozyk |

|           |           |                   |
| Jairo 20’ | Marcatori | 51’, 67’ Micallef |

| Arbitro: | Dimitros Massias |

|  |           |                   |
|  | Marcatori | 79’, 80’ Počanski |

| Arbitro: | Dejan Jakimovski |

|              |           |                   |
| Muinonen 26’ | Marcatori | 22’ (rig.) McCabe |

| Arbitro: | Alexandru Tean |

|  |           |                                 |
|  | Marcatori | 11’ Khvaschinski 90+1’ El Monir |

| Arbitro: | Yuriy Mozharovsky |

|                                        |           |  |
| Guldan 20’ Ł. Piątek 64’ Dąbrowski 81’ | Marcatori |  |

| Arbitro: | Tihomir Pejin |

|                                                             |           |  |
| Wilczek 5’ Hjulsager 15’ Pukki 26’, 57’ Stückler 71’, 90+3’ | Marcatori |  |

| Arbitro: | Ola Hobber Nilsen |

|           |           |  |
| Hadji 45’ | Marcatori |  |

| Arbitro: | Manuel Schüttengruber |

|  |           |              |
|  | Marcatori | 10’ Benayoun |

| Arbitro: | Aleksandrs Anufrijevs |

|                                                   |           |             |
| Roushias 93’, 108’ Derbyshire 114’ Cleyton 120+1’ | Marcatori | 71’ Burayev |

| Arbitro: | Oleksandr Derdo |

|                   |           |  |
| Atzily 66’ (rig.) | Marcatori |  |

| Arbitro: | Jørgen Daugbjerg Burchardt |

|                      |           |  |
| Radunović 18’ (rig.) | Marcatori |  |

| Arbitro: | Radek Příhoda |

|  |           |                                  |
|  | Marcatori | 71’ Kobzar' 90+2’ Anton Mirančuk |

| Senica 7 luglio 2016, ore 19:00 CET | Slovan Bratislava | – cancellata referto | Partizani Tirana | Štadión FK Senica\| Arbitro: \| Mitja Žganec \| |
| Arbitro:                            | Mitja Žganec      |                      |                  |                                                 |

| Arbitro: | Laurent Kopriwa |

|  |           |            |
|  | Marcatori | 15’ Morris |

| Arbitro: | Peter Kralović |

|  |           |           |
|  | Marcatori | 16’ Novák |

| Arbitro: | Fyodor Zammit |

|                            |           |  |
| Mihaliov 9’ Ovseanicov 29’ | Marcatori |  |

| Arbitro: | Fedayi San |

|  |           |                         |
|  | Marcatori | 8’ Avdić 24’ Strandberg |

| Arbitro: | Gunnar Jarl Jónsson |

|               |           |                             |
| Cetnarski 68’ | Marcatori | 13’ B. Ibraimi 90+3’ Hasani |

| Arbitro: | Anastasios Papapetrou |

|  |           |                                   |
|  | Marcatori | 5’ Mikovič 58’ Oravec 90+2’ Bello |

| Arbitro: | Tiago Martins |

|            |           |                                |
| Hughes 72’ | Marcatori | 36’ Smedberg-Dalence 54’ Sköld |

| Arbitro: | Paul McLaughlin |

|            |           |                                    |
| Mickov 31’ | Marcatori | 89’ (rig.) Costanzo 90+4’ Messaoud |

| Arbitro: | Giorgi Vadachkoria |

|                                                                      |           |  |
| Burko 20’ Rudyka 42’ Šybun 81’ (rig.) Eljazaranka 86’ Januškevič 90’ | Marcatori |  |

| Arbitro: | Nikolaj Hänni |

|  |           |                                    |
|  | Marcatori | 57’ (rig.) Jemeļins 90+2’ Karlsons |

| Arbitro: | Andrew Dallas |

|                                            |           |  |
| Malbašić 9’, 42’ Meleg 60’ Trujić 63’, 87’ | Marcatori |  |

| Arbitro: | Jens Maae |

|            |           |                                            |
| Traini 35’ | Marcatori | 51’, 55’ Tričkovski 65’ (rig.) André Alves |

| Arbitro: | Stanislav Todorov |

|            |           |                    |
| Luizão 18’ | Marcatori | 5’ Majer 42’ Morel |

| Arbitro: | Ferenc Karakó |

|                        |           |  |
| McDaid 2’ Donnelly 75’ | Marcatori |  |

| Arbitro: | Bartosz Frankowski |

|                    |           |              |
| Maguire 49’ (rig.) | Marcatori | 52’ Stafford |

| Arbitro: | Dennis Antamo |

|  |           |                                                                                  |
|  | Marcatori | 6’, 29’ Chopart 53’ (rig.) Friðjónsson 68’ Andersen 78’ O. Hauksson 80’ Fazlagic |

#### Tabella riassuntiva
| Squadra 1        | Totale          | Squadra 2           | Andata | Ritorno     |
| ---------------- | --------------- | ------------------- | ------ | ----------- |
| Midtjylland      | 2 - 0           | Sūduva              | 1 - 0  | 1 - 0       |
| Hearts           | 6 - 3           | Infonet             | 2 - 1  | 4 - 2       |
| Connah's Q.N.    | 1 - 0           | Stabæk              | 0 - 0  | 1 - 0       |
| Ventspils        | 4 - 0           | Víkingur            | 2 - 0  | 2 - 0       |
| Linfield         | 1 - 2           | Cork City           | 0 - 1  | 1 - 1       |
| Levadia Tallinn  | 3 - 1           | HB Tórshavn         | 1 - 1  | 2 - 0       |
| Atlantas         | 1 - 3           | HJK                 | 0 - 2  | 1 - 1       |
| IFK Göteborg     | 7 - 1           | Llandudno           | 5 - 0  | 2 - 1       |
| St Patrick's     | 2 - 2 (gfc)     | Jeunesse Esch       | 1 - 0  | 1 - 2       |
| KR Reykjavík     | 8 - 1           | Glenavon            | 2 - 1  | 6 - 0       |
| Shamrock Rovers  | 1 - 3           | RoPS                | 0 - 2  | 1 - 1       |
| Valur            | 1 - 10          | Brøndby             | 1 - 4  | 0 - 6       |
| Aberdeen         | 3 - 2           | Fola Esch           | 3 - 1  | 0 - 1       |
| Trakai           | 3 - 6           | Kalju Nõmme         | 2 - 1  | 1 - 4       |
| Dinamo Minsk     | 4 - 1           | Spartaks Jūrmala    | 2 - 1  | 2 - 0       |
| Breiðablik       | 4 - 5           | Jelgava             | 2 - 3  | 2 - 2       |
| NSÍ Runavík      | 0 - 7           | Šachcër Salihorsk   | 0 - 2  | 0 - 5       |
| AIK              | 4 - 0           | Bala Town           | 2 - 0  | 2 - 0       |
| Differdange 03   | 1 - 3           | Cliftonville        | 1 - 1  | 0 - 2       |
| Odd              | 3 - 1           | IFK Mariehamn       | 2 - 0  | 1 - 1       |
| Domžale          | 5 - 2           | Lusitans            | 3 - 1  | 2 - 1       |
| Bokelj           | 1 - 6           | Vojvodina           | 1 - 1  | 0 - 5       |
| AEK Larnaca      | 6 - 1           | Folgore             | 3 - 0  | 3 - 1       |
| Dila Gori        | 1 - 1 (1-4 dcr) | Širak               | 1 - 0  | 0 - 1 (dts) |
| Široki Brijeg    | 1 - 3           | Birkirkara          | 1 - 1  | 0 - 2       |
| Fehérvár         | 3 - 2           | Zarea Bălți         | 3 - 0  | 0 - 2       |
| UE Santa Coloma  | 2 - 7           | Lokomotiva Zagabria | 1 - 3  | 1 - 4       |
| Europa FC        | 3 - 2           | P'yownik            | 2 - 0  | 1 - 2       |
| Čukarički        | 6 - 3           | Ordabasy            | 3 - 0  | 3 - 3       |
| Rabotnički       | 1 - 2           | Budućnost           | 1 - 1  | 0 - 1       |
| Zimbru Chișinău  | 3 - 3 (gfc)     | Chik. Sachkhere     | 0 - 1  | 3 - 2       |
| Sloboda Tuzla    | 0 - 1           | Beitar Gerusalemme  | 0 - 0  | 0 - 1       |
| Kukësi           | 2 - 1           | Rudar Pljevlja      | 1 - 1  | 1 - 0       |
| Balzan           | 2 - 3           | Neftçi Baku         | 0 - 2  | 2 - 1       |
| Admira Wacker M. | 4 - 3           | Spartak Myjava      | 1 - 1  | 3 - 2       |
| Beroe            | 2 - 0           | Radnik Bijeljina    | 0 - 0  | 2 - 0       |
| La Fiorita       | 0 - 7           | Debrecen            | 0 - 5  | 0 - 2       |
| Vaduz            | 5 - 2           | Sileks Kratovo      | 3 - 1  | 2 - 1       |
| Maccabi Tel Aviv | 4 - 0           | Gorica              | 3 - 0  | 1 - 0       |
| Qəbələ           | 6 - 3           | Samt'redia          | 5 - 1  | 1 - 2       |
| Teuta            | 0 - 6           | Qairat              | 0 - 1  | 0 - 5       |
| Spartak Trnava   | 6 - 0           | Hibernians          | 3 - 0  | 3 - 0       |
| Banants          | 1 - 5           | Omonia              | 0 - 1  | 1 - 4 (dts) |
| Škendija         | 4 - 1           | KS Cracovia         | 2 - 0  | 2 - 1       |
| Slavia Sofia     | 1 - 3           | Zagłębie Lubin      | 1 - 0  | 0 - 3       |
| Aqtöbe           | 1 - 3           | MTK Budapest        | 1 - 1  | 0 - 2       |
| Partizani Tirana | 47              | Slovan Bratislava   | 0 - 0  | ann.        |
| Kəpəz            | 1 - 0           | Dacia Chișinău      | 0 - 0  | 1 - 0       |

## Secondo turno

### Sorteggio
| Gruppo 1                                                          | Gruppo 1                                                             | Gruppo 2                                                                   | Gruppo 2                                                          | Gruppo 3                                                            | Gruppo 3                                                               |
| Teste di serie                                                    | Non teste di serie                                                   | Teste di serie                                                             | Non teste di serie                                                | Teste di serie                                                      | Non teste di serie                                                     |
| ----------------------------------------------------------------- | -------------------------------------------------------------------- | -------------------------------------------------------------------------- | ----------------------------------------------------------------- | ------------------------------------------------------------------- | ---------------------------------------------------------------------- |
| Partizan Maccabi Haifa Dinamo Minsk Vojvodina Spartak Trnava      | Širak St Patrick's Zagłębie Lubin Connah's Q.N. Kalju Nõmme          | Austria Vienna HJK MTK Budapest Šachcër Salihorsk Brøndby                  | Qəbələ Kukësi Hibernian Beroe Domžale                             | Midtjylland Grasshoppers Neftçi Baku Ankaraspor Lokomotiva Zagabria | KR Reykjavík Vaduz RoPS Škendija Zimbru Chișinău                       |
| Gruppo 4                                                          | Gruppo 4                                                             | Gruppo 5                                                                   | Gruppo 5                                                          | Gruppo 6                                                            | Gruppo 6                                                               |
| Teste di serie                                                    | Non teste di serie                                                   | Teste di serie                                                             | Non teste di serie                                                | Teste di serie                                                      | Non teste di serie                                                     |
| Maribor Omonia Slovan Bratislava IFK Göteborg Hearts PAS Giannina | Odd Piast Gliwice Levski Sofia Beitar Gerusalemme Jelgava Birkirkara | Maccabi Tel Aviv Hajduk Spalato Debrecen Admira Wacker M. Ventspils Häcken | Aberdeen FC Politehnica Iași Qairat Cork City Kəpəz Tarpeda-BelAZ | Genk AEK Larnaca AIK Fehérvár Strømsgodset Slavia Praga             | Budućnost Cliftonville Čukarički Levadia Tallinn Europa FC SønderjyskE |

### Risultati

#### Andata
| Arbitro: | Artyom Kuchin |

|              |           |           |
| Hakobyan 16’ | Marcatori | 87’ Jirka |

| Arbitro: | Antti Munukka |

|             |           |                |
| Aršavin 29’ | Marcatori | 90+1’ Benayoun |

| Arbitro: | Srdjan Jovanović |

|             |           |           |
| Korytko 25’ | Marcatori | 54’ Fagan |

| Arbitro: | Neil Doyle |

|                                |           |              |
| Hunt 35’ Gando 67’ Antonov 90’ | Marcatori | 63’ Mingazow |

| Baku 14 luglio 2016, ore 18:00 CET | Neftçi Baku       | 0 – 0 referto | Škendija | Bakcell Arena\| Arbitro: \| Sergei Tsinkevich \| |
| Arbitro:                           | Sergei Tsinkevich |               |          |                                                  |

| Arbitro: | Thorvaldur Árnason |

|            |           |                   |
| Jammeh 87’ | Marcatori | 73’ (aut.) Jammeh |

| Arbitro: | Leontios Trattou |

|          |           |                             |
| Tisza 2’ | Marcatori | 23’ Zahynajlov 88’ Klapocki |

| Arbitro: | Kirill Levnikov |

|                            |           |  |
| Sisto 20’, 82’ Onuachu 73’ | Marcatori |  |

| Arbitro: | Pavle Radovanović |

|            |           |  |
| Starkl 41’ | Marcatori |  |

| Arbitro: | Ognjen Valjić |

|                |           |  |
| Strandberg 89’ | Marcatori |  |

| Arbitro: | Marcin Borski |

|                |           |  |
| Abuhatzira 71’ | Marcatori |  |

| Arbitro: | Amaury Delerue |

|            |           |                    |
| Owoeri 83’ | Marcatori | 64’ (rig.) Maguire |

| Arbitro: | Svein-Erik Edvartsen |

|              |           |            |
| Vermouth 70’ | Marcatori | 47’ Toomet |

| Arbitro: | Georgi Kabakov |

|                   |           |              |
| Kløve 9’ Uhre 82’ | Marcatori | 16’ Pedersen |

| Arbitro: | Nenad Djokić |

|                              |           |                          |
| Zagaevschii 24’ Damașcan 62’ | Marcatori | 12’ Çürüksu 77’ Bekdemir |

| Arbitro: | Petr Ardeleanu |

|           |           |             |
| Penev 49’ | Marcatori | 38’ Morelos |

| Arbitro: | Dumitri Muntean |

|                  |           |                |
| Ignjatijević 35’ | Marcatori | 52’ Trajkovski |

| Arbitro: | Vilhjalmur Thorarinsson |

|                               |           |  |
| Kebano 17’ (rig.) Samatta 79’ | Marcatori |  |

| Arbitro: | Yuriy Mozharovskyy |

|                          |           |                        |
| Cristea 19’ Piccioni 23’ | Marcatori | 48’ Ohandza 90+4’ Said |

| Maribor 14 luglio 2016, ore 20:00 CET | Maribor              | 0 – 0 referto | Levski Sofia | Stadion Ljudski vrt\| Arbitro: \| Pavel Cristian Balaj \| |
| Arbitro:                              | Pavel Cristian Balaj |               |              |                                                           |

| Arbitro: | Glenn Nyberg |

|                            |           |  |
| Michaīl 7’ Acosta 31’, 68’ | Marcatori |  |

| Arbitro: | Aleksej Nikolaev |

|               |           |  |
| Paločević 86’ | Marcatori |  |

| Belgrado 14 luglio 2016, ore 20:15 CET | Partizan          | 0 – 0 referto | Zagłębie Lubin | Stadio Partizan\| Arbitro: \| Eitan Shmuelevitz \| |
| Arbitro:                               | Eitan Shmuelevitz |               |                |                                                    |

| Bratislava 14 luglio 2016, ore 20:15 CET | Slovan Bratislava      | 0 – 0 referto | Jelgava | Štadión Pasienky\| Arbitro: \| Alexandros Aretopoulos \| |
| Arbitro:                                 | Alexandros Aretopoulos |               |         |                                                          |

| Paola 14 luglio 2016, ore 20:30 CET | Birkirkara      | 0 – 0 referto | Hearts | Hibernians Stadium\| Arbitro: \| Ivaylo Stoyanov \| |
| Arbitro:                            | Ivaylo Stoyanov |               |        |                                                     |

| Arbitro: | Bojan Pandžić |

|               |           |                            |
| Torghelle 70’ | Marcatori | 25’ Kvekveskiri 63’ Ozobić |

| Arbitro: | Mads-Kristoffer Kristoffersen |

|                       |           |  |
| Bódi 58’ Suljić 90+2’ | Marcatori |  |

| Arbitro: | João Pinheiro |

|                                     |           |  |
| Stockley 72’ Rooney 76’ Burns 90+2’ | Marcatori |  |

| Arbitro: | Adrien Jaccottet |

|                             |           |                                                   |
| McGuinness 18’ Donnelly 50’ | Marcatori | 59’ Tričkovski 64’ I. Charalampous 77’ Joan Tomás |

| Arbitro: | Juan Martínez Munuera |

|  |           |            |
|  | Marcatori | 1’ Wilczek |

| Arbitro: | Manuel Schuettengruber |

|  |           |                                |
|  | Marcatori | 2’ Rogne 35’ Hysén 86’ Engvall |

| Arbitro: | Paolo Valeri |

|                  |           |  |
| Felipe Pires 24’ | Marcatori |  |

| Arbitro: | Peter Kjaesgaard-Andersen |

|                                          |           |                                 |
| Andersen 46’, 50’ O. Hauksson 77’ (rig.) | Marcatori | 18’ Munsy 36’ Gjorgjev 59’ Caio |

#### Ritorno
| Arbitro: | Vitali Meshkov |

|  |           |                             |
|  | Marcatori | 17’ Knasmüllner 76’ Schmidt |

| Arbitro: | Danilo Grujić |

|  |           |            |
|  | Marcatori | 79’ Rooney |

| Arbitro: | Ken Henry Johnsen |

|                                                   |           |  |
| Kļuškins 27’ (rig.) Bogdaškins 48’ Malašenoks 85’ | Marcatori |  |

| Arbitro: | Giorgi Kruashvili |

|                           |           |  |
| Fiolić 44’ Marić 49’, 83’ | Marcatori |  |

| Arbitro: | Dimitar Meckarovski |

|                |           |  |
| Dzemidovič 25’ | Marcatori |  |

| Arbitro: | Padraig Sutton |

|            |           |  |
| Tanaka 25’ | Marcatori |  |

| Arbitro: | Markus Hameter |

|                                      |                      |                                    |
| Neemelo 90’                          | Marcatori            | 34’ (rig.) Rukavytsya              |
| Uggè Sidorenkov Purje Wakui Subbotin | Tiri di rigore 5 – 3 | Obraniak Rukavytsya Zenati Menahem |

| Arbitro: | Davide Massa |

|                                               |           |                        |
| Agayev 26’ Sheridan 45+3’ (rig.) Roushias 81’ | Marcatori | 17’, 45’ (rig.) Atzili |

| Arbitro: | Steven McLean |

|                  |           |                     |
| Keita 17’, 45+2’ | Marcatori | 69’ Uhre 120’ Kløve |

| Arbitro: | Michael Tykgaard |

|          |           |             |
| Narh 22’ | Marcatori | 68’ Tavares |

| Arbitro: | Erez Papir |

|                       |           |              |
| Sigurjónsson 45’, 68’ | Marcatori | 52’ Andersen |

| Arbitro: | Tihomir Pejin |

|                             |           |  |
| Boljević 45’ Joan Tomás 48’ | Marcatori |  |

| Arbitro: | Christos Nicolaides |

|                          |           |  |
| Škoda 10’ Van Kessel 67’ | Marcatori |  |

| Arbitro: | Andrew Davey |

|                                 |           |                |
| Brunner 83’ Costanzo 86’ (rig.) | Marcatori | 41’, 68’ Sisto |

| Arbitro: | Tomasz Musiał |

|                                             |           |             |
| Nordkvelle 55’ (rig.) Akabueze 57’ Ruud 89’ | Marcatori | 98’ Koutrīs |

| Arbitro: | Mete Kalkavan |

|                     |           |  |
| Zenjov 7’ Weeks 37’ | Marcatori |  |

| Göteborg 21 luglio 2016, ore 19:00 CET | IFK Göteborg     | 0 – 0 referto | Piast Gliwice | Gamla Ullevi\| Arbitro: \| Georgios Kominis \| |
| Arbitro:                               | Georgios Kominis |               |               |                                                |

| Arbitro: | Ádám Farkas |

|  |           |               |
|  | Marcatori | 55’ Markkanen |

| Arbitro: | Tiago Martins |

|                          |           |           |
| Ben Haim 5’ Alberman 86’ | Marcatori | 64’ Gohou |

| Arbitro: | Vilhjalmur Thorarinsson |

|             |           |                                                  |
| Hallaçi 78’ | Marcatori | 16’, 58’ Kayode 67’ Holzhauser 90+4’ Martschinko |

| Arbitro: | Peter Kralović |

|           |           |                      |
| Wilde 65’ | Marcatori | 8’, 49’ (rig.) Meleg |

| Arbitro: | Erik Lambrechts |

|             |           |  |
| Ibraimi 31’ | Marcatori |  |

| Arbitro: | Marius Avram |

|                                         |                      |                          |
|                                         | Marcatori            | 62’ Gray                 |
| Larsson Nørgaard Stückler Wilczek Holst | Tiri di rigore 5 – 3 | McGinn Hanlon Holt Boyle |

| Arbitro: | Mitja Žganec |

|                                                      |           |  |
| Umar 16’, 26’ (rig.), 50’ Kılıçaslan 74’ Rusescu 83’ | Marcatori |  |

| Arbitro: | Arnold Hunter |

|                       |           |  |
| Schranz 57’ Tambe 61’ | Marcatori |  |

| Arbitro: | Frank Schneider |

|                       |           |            |
| Tudor 22’ Ohandza 90’ | Marcatori | 26’ Ciucur |

| Arbitro: | Alain Bieri |

|                     |           |            |
| Alvir 35’ Majer 69’ | Marcatori | 61’ Lapceŭ |

| Arbitro: | Alexandre Boucaut |

|            |           |            |
| Fofana 13’ | Marcatori | 76’ Géresi |

| Arbitro: | Carlos Xistra |

|              |           |  |
| O'Connor 26’ | Marcatori |  |

| Arbitro: | Alan Mario Sant |

|  |           |               |
|  | Marcatori | 18’ Rassadkin |

| Arbitro: | Charalambos Kalogeropoulos |

|                                       |                      |                               |
| Đalović 1’ Raičković 40’              | Marcatori            |                               |
| Radunović Raspopović Đalović Mirković | Tiri di rigore 2 – 4 | Buffel Heynen Samatta Wouters |

| Arbitro: | Ville Nevalainen |

|            |           |                           |
| Sammon 74’ | Marcatori | 55’ Bubalović 67’ Herrera |

| Arbitro: | Anatoliy Abdula |

|                                        |                      |                                              |
| Janus Guldan Todorovski Woźniak Vlasko | Tiri di rigore 4 – 3 | Brašanac Ilić Đuričković Janković Mihajlović |

#### Tabella riassuntiva
| Squadra 1           | Totale          | Squadra 2           | Andata | Ritorno     |
| ------------------- | --------------- | ------------------- | ------ | ----------- |
| Širak               | 1 - 3           | Spartak Trnava      | 1 - 1  | 0 - 2       |
| Dinamo Minsk        | 2 - 1           | St Patrick's        | 1 - 1  | 1 - 0       |
| Partizan            | 0 - 0 (3-4 dcr) | Zagłębie Lubin      | 0 - 0  | 0 - 0 (dts) |
| Vojvodina           | 3 - 1           | Connah's Q.N.       | 1 - 0  | 2 - 1       |
| Maccabi Haifa       | 2 - 2 (3-5 dcr) | Kalju Nõmme         | 1 - 1  | 1 - 1 (dts) |
| Hibernian           | 1 - 1 (3-5 dcr) | Brøndby             | 0 - 1  | 1 - 0 (dts) |
| Šachcër Salihorsk   | 2 - 3           | Domžale             | 1 - 1  | 1 - 2       |
| Austria Vienna      | 5 - 1           | Kukësi              | 1 - 0  | 4 - 1       |
| MTK Budapest        | 1 - 4           | Qəbələ              | 1 - 2  | 0 - 2       |
| Beroe               | 1 - 2           | HJK                 | 1 - 1  | 0 - 1       |
| RoPS                | 1 - 4           | Lokomotiva Zagabria | 1 - 1  | 0 - 3       |
| Neftçi Baku         | 0 - 1           | Škendija            | 0 - 0  | 0 - 1       |
| KR Reykjavík        | 4 - 5           | Grasshoppers        | 3 - 3  | 1 - 2       |
| Midtjylland         | 5 - 2           | Vaduz               | 3 - 0  | 2 - 2       |
| Zimbru Chișinău     | 2 - 7           | Ankaraspor          | 2 - 2  | 0 - 5       |
| PAS Giannina        | 4 - 3           | Odd                 | 3 - 0  | 1 - 3 (dts) |
| Birkirkara          | 2 - 1           | Hearts              | 0 - 0  | 2 - 1       |
| Maribor             | 1 - 1 (gfc)     | Levski Sofia        | 0 - 0  | 1 - 1       |
| Piast Gliwice       | 0 - 3           | IFK Göteborg        | 0 - 3  | 0 - 0       |
| Slovan Bratislava   | 0 - 3           | Jelgava             | 0 - 0  | 0 - 3       |
| Beitar Gerusalemme  | 3 - 3 (gfc)     | Omonia              | 1 - 0  | 2 - 3       |
| Admira Wacker M.    | 3 - 0           | Kəpəz               | 1 - 0  | 2 - 0       |
| Aberdeen            | 4 - 0           | Ventspils           | 3 - 0  | 1 - 0       |
| Häcken              | 1 - 2           | Cork City           | 1 - 1  | 0 - 1       |
| Qairat              | 2 - 3           | Maccabi Tel Aviv    | 1 - 1  | 1 - 2       |
| Debrecen            | 1 - 3           | Tarpeda-BelAZ       | 1 - 2  | 0 - 1       |
| FC Politehnica Iași | 3 - 4           | Hajduk Spalato      | 2 - 2  | 1 - 2       |
| Fehérvár            | 3 - 1           | Čukarički           | 2 - 0  | 1 - 1       |
| Cliftonville        | 2 - 5           | AEK Larnaca         | 2 - 3  | 0 - 2       |
| AIK                 | 2 - 0           | Europa FC           | 1 - 0  | 1 - 0       |
| Levadia Tallinn     | 3 - 3 (gfc)     | Slavia Praga        | 3 - 1  | 0 - 2       |
| Genk                | 2 - 2 (4-2 dcr) | Budućnost           | 2 - 0  | 0 - 2 (dts) |
| SønderjyskE         | 4 - 3           | Strømsgodset        | 2 - 1  | 2 - 2 (dts) |

## Terzo turno

### Sorteggio
Partecipano al terzo turno 58 squadre. Il sorteggio è stato effettuato il 15 luglio 2016.
| Gruppo 1                                                          | Gruppo 1                                                                       | Gruppo 2                                                                | Gruppo 2                                                                       | Gruppo 3                                                              | Gruppo 3                                                   |
| Teste di serie                                                    | Non teste di serie                                                             | Teste di serie                                                          | Non teste di serie                                                             | Teste di serie                                                        | Non teste di serie                                         |
| ----------------------------------------------------------------- | ------------------------------------------------------------------------------ | ----------------------------------------------------------------------- | ------------------------------------------------------------------------------ | --------------------------------------------------------------------- | ---------------------------------------------------------- |
| Saint-Étienne Maccabi Tel Aviv Spartak Mosca Vorskla Dinamo Minsk | AEK Larnaca AEK Atene Vojvodina Pandurii Târgu Jiu Lokomotiva Zagabria         | AZ Alkmaar Krasnodar Zagłębie Lubin Sassuolo Rio Ave Beitar Gerusalemme | Jelgava Lucerna SønderjyskE Slavia Praga Birkirkara PAS Giannina               | Lilla Maribor Austria Vienna Panathinaikos Kalju Nõmme Hajduk Spalato | Oleksandrija AIK Spartak Trnava Ankaraspor Aberdeen Qəbələ |
| Gruppo 4                                                          | Gruppo 4                                                                       | Gruppo 5                                                                | Gruppo 5                                                                       |                                                                       |                                                            |
| Teste di serie                                                    | Non teste di serie                                                             | Teste di serie                                                          | Non teste di serie                                                             |                                                                       |                                                            |
| Genk Rapid Vienna Hertha Berlino Rijeka Arouca Mladá Boleslav     | Škendija İstanbul Başakşehir Brøndby Heracles Almelo Tarpeda Žodzina Cork City | Gent Slovan Liberec West Ham United Midtjylland HJK Apollōn Limassol    | Grasshoppers Fehérvár Domžale IFK Göteborg Admira Wacker M. Viitorul Constanța |                                                                       |                                                            |

### Risultati

#### Andata
| Arbitro: | Alejandro Hernández Hernández |

|           |           |              |
| Alves 65’ | Marcatori | 38’ Ananidze |

| Arbitro: | Gediminas Mažeika |

|  |           |                                 |
|  | Marcatori | 53’ Ćosić 82’ Erceg 90’ Ohandza |

| Arbitro: | Charalambos Kalogeropoulos |

|            |           |            |
| Gladon 53’ | Marcatori | 90+1’ Gegé |

| Arbitro: | Daniel Stefański |

|            |           |              |
| Mendes 47’ | Marcatori | 13’ Vernydub |

| Arbitro: | Georgi Kabakov |

|              |           |           |
| Smirnovs 70’ | Marcatori | 25’ Vered |

| Žodzina 28 luglio 2016, ore 19:00 CET | Tarpeda Žodzina    | 0 – 0 referto | Rapid Vienna | Stadio Torpedo\| Arbitro: \| Thorvaldur Árnason \| |
| Arbitro:                              | Thorvaldur Árnason |               |              |                                                    |

| Arbitro: | Robert Madley |

|                |           |                         |
| Janoszka 45+2’ | Marcatori | 19’ Kroon 36’ Dal Hende |

| Arbitro: | Alexandru Tudor |

|  |           |           |
|  | Marcatori | 46’ Tambe |

| Zagabria 28 luglio 2016, ore 19:00 CET | Lokomotiva Zagabria | 0 – 0 referto | Vorskla | Stadio Maksimir\| Arbitro: \| Harald Lechner \| |
| Arbitro:                               | Harald Lechner      |               |         |                                                 |

| Praga 28 luglio 2016, ore 19:00 CET | Slavia Praga     | 0 – 0 referto | Rio Ave | Stadion Letná\| Arbitro: \| Sergei Lapochkin \| |
| Arbitro:                            | Sergei Lapochkin |               |         |                                                 |

| Arbitro: | Kevin Clancy |

|                 |           |                        |
| Salomonsson 73’ | Marcatori | 47’ Tanaka 75’ Morelos |

| Istanbul 28 luglio 2016, ore 19:30 CET | İstanbul Başakşehir  | 0 – 0 referto | Rijeka | Stadio Başakşehir Fatih Terim\| Arbitro: \| Svein-Erik Edvartsen \| |
| Arbitro:                               | Svein-Erik Edvartsen |               |        |                                                                     |

| Arbitro: | Bart Vertenten |

|  |           |                                               |
|  | Marcatori | 45+1’ Granqvist 75’ (rig.) Smolov 89’ Laborde |

| Arbitro: | Andreas Ekberg |

|                 |           |                    |
| M. Schneuwly 8’ | Marcatori | 42’ (rig.) Berardi |

| Arbitro: | Andris Treimanis |

|                              |           |                |
| Tabaković 11’ Lavanchy 90+3’ | Marcatori | 76’ Gneki Guié |

| Arbitro: | Clayton Pisani |

|            |           |  |
| Bailey 31’ | Marcatori |  |

| Arbitro: | Nikola Dabanović |

|           |           |  |
| Pinto 74’ | Marcatori |  |

| Arbitro: | Serhij Bojko |

|           |           |                                   |
| Herea 30’ | Marcatori | 7’ Ben Haim 49’ Igiebor 77’ Mikha |

| Arbitro: | Oliver Drachta |

|           |           |           |
| Babić 29’ | Marcatori | 83’ Bykov |

| Arbitro: | Artyom Kuchin |

|                              |           |  |
| Stênio Júnior 69’ Hasani 75’ | Marcatori |  |

| Arbitro: | Bastian Dankert |

|            |           |  |
| Moledo 79’ | Marcatori |  |

| Arbitro: | Kevin Blom |

|              |           |  |
| Ibišević 28’ | Marcatori |  |

| Arbitro: | Stephan Klossner |

|                                                       |           |  |
| Mitrović 16’ Coulibaly 37’, 50’ Depoitre 56’ Neto 66’ | Marcatori |  |

| Arbitro: | Ville Nevalainen |

|  |           |           |
|  | Marcatori | 55’ Novák |

| Arbitro: | Mete Kalkavan |

|                       |           |                  |
| Črnic 11’ (rig.), 49’ | Marcatori | 18’ (rig.) Noble |

| Arbitro: | Mattias Gestranius |

|               |           |  |
| Luckassen 36’ | Marcatori |  |

| Arbitro: | Tore Hansen |

|           |           |               |
| Hayes 88’ | Marcatori | 83’ Novakovič |

| Saint-Étienne 28 luglio 2016, ore 21:00 CET | Saint-Étienne  | 0 – 0 referto | AEK Atene | Stade Geoffroy Guichard\| Arbitro: \| Antonio Damato \| |
| Arbitro:                                    | Antonio Damato |               |           |                                                         |

| Arbitro: | Halis Özkahya |

|                |           |               |
| Knasmüllner 7’ | Marcatori | 11’, 69’ Vůch |

#### Ritorno
| Arbitro: | Radu Petrescu |

|                                  |           |  |
| Coufal 20’ Komličenko 34’ (rig.) | Marcatori |  |

| Arbitro: | Anatolii Zhabchenko |

|  |           |                        |
|  | Marcatori | 35’ Boman 82’ Ankersen |

| Arbitro: | Christian Dingert |

|  |           |                        |
|  | Marcatori | 4’ Çürüksu 29’ Delarge |

| Arbitro: | Marco Guida |

|            |           |            |
| Novak 104’ | Marcatori | 75’ Kovács |

| Arbitro: | Alexander Harkam |

|  |           |                |
|  | Marcatori | 89’ Tričkovski |

| Arbitro: | Ivan Bebek |

|                                     |                      |                                                              |
|                                     | Marcatori            | 88’ Friesenbichler                                           |
| Godál Schranz Sloboda Jirka Mikovič | Tiri di rigore 4 – 5 | Stryger Larsen Tajouri-Shradi Kvasina Serbest Friesenbichler |

| Arbitro: | Aliyar Aghayev |

|                                     |           |           |
| Eboue 15’ Joãozinho 37’ Laborde 38’ | Marcatori | 61’ Jović |

| Arbitro: | Robert Schörgenhofer |

|          |           |                                |
| Conde 9’ | Marcatori | 29’ Dabney Souza 36’ Luckassen |

| Arbitro: | Orel Grinfeld |

|                               |           |                                |
| Perić 49’ (aut.) Česnakov 74’ | Marcatori | 1’ Bočkaj 53’ Fiolić 64’ Perić |

| Arbitro: | Andre Marriner |

|                                                 |           |                                        |
| Paulo Vinícius 73’ Papoulīs 87’ Gneki Guié 101’ | Marcatori | 77’ Andersen 103’ Caio 120+1’ Gjorgjev |

| Arbitro: | Tony Chapron |

|  |           |                     |
|  | Marcatori | 46’ Ibarbo 73’ Berg |

| Arbitro: | Hugo Miguel |

|                                            |           |  |
| Atzili 16’ (rig.) Shechter 29’ Heister 47’ | Marcatori |  |

| Arouca 4 agosto 2016, ore 19:00 CET | Arouca           | 0 – 0 referto | Heracles Almelo | Estádio Municipal\| Arbitro: \| Adrien Jaccottet \| |
| Arbitro:                            | Adrien Jaccottet |               |                 |                                                     |

| Arbitro: | Aleksej Es'kov |

|            |           |  |
| Ozobić 34’ | Marcatori |  |

| Arbitro: | Simon Lee Evans |

|            |           |  |
| Magera 82’ | Marcatori |  |

| Arbitro: | Tamás Bognár |

|              |           |            |
| Pedersen 65’ | Marcatori | 22’ Guldan |

| Arbitro: | Serge Gumienny |

|                          |           |             |
| Igiebor 24’ Scarione 80’ | Marcatori | 57’ Pleașcă |

| Arbitro: | Sébastien Delferière |

|  |           |                     |
|  | Marcatori | 32’ Babić 81’ Antić |

| Arbitro: | Alon Yefet |

|  |           |           |
|  | Marcatori | 23’ Berić |

| Arbitro: | Nikola Popov |

|                      |           |  |
| Shinnie 90+3’ (aut.) | Marcatori |  |

| Arbitro: | Paweł Gil |

|                    |           |              |
| Pukki 3’, 34’, 52’ | Marcatori | 30’ Ibišević |

| Ovidiu 4 agosto 2016, ore 20:15 CET | Viitorul Costanza       | 0 – 0 referto | Gent | Stadionul Viitorul\| Arbitro: \| Carlos del Cerro Grande \| |
| Arbitro:                            | Carlos del Cerro Grande |               |      |                                                             |

| Arbitro: | Marius Avram |

|                        |           |                |
| Bezjak 24’, 50’ (rig.) | Marcatori | 42’, 74’ Višća |

| Arbitro: | Ali Palabıyık |

|                                    |           |  |
| Berardi 19’, 39’ (rig.) Defrel 64’ | Marcatori |  |

| Arbitro: | John Beaton |

|                                 |           |                |
| Nižić 21’ Sušić 52’ (rig.), 56’ | Marcatori | 13’ Staren'kyj |

| Arbitro: | Kristo Tohver |

|             |           |                        |
| Bennett 63’ | Marcatori | 13’ Buffel 41’ Dewaest |

| Arbitro: | Fredy Fautrel |

|                              |           |  |
| Kouyaté 8’, 25’ Feghouli 81’ | Marcatori |  |

| Arbitro: | Andrew Dallas |

|             |           |              |
| Ribeiro 57’ | Marcatori | 22’ Hušbauer |

| Arbitro: | Roi Reinshreiber |

|                                        |           |  |
| Pavelić 26’ Schrammel 36’ Schaub 90+2’ | Marcatori |  |

#### Tabella riassuntiva
| Squadra 1           | Totale          | Squadra 2          | Andata | Ritorno     |
| ------------------- | --------------- | ------------------ | ------ | ----------- |
| Lokomotiva Zagabria | 3 - 2           | Vorskla            | 0 - 0  | 3 - 2       |
| Saint-Étienne       | 1 - 0           | AEK Atene          | 0 - 0  | 1 - 0       |
| AEK Larnaca         | 2 - 1           | Spartak Mosca      | 1 - 1  | 1 - 0       |
| Pandurii            | 2 - 5           | Maccabi Tel Aviv   | 1 - 3  | 1 - 2       |
| Vojvodina           | 3 - 1           | Dinamo Minsk       | 1 - 1  | 2 - 0       |
| Zagłębie Lubin      | 2 - 3           | SønderjyskE        | 1 - 2  | 1 - 1       |
| Austria Vienna      | 1 - 1 (6-5 dcr) | Spartak Trnava     | 0 - 1  | 1 - 0 (dts) |
| Hertha Berlino      | 2 - 3           | Brøndby            | 1 - 0  | 1 - 3       |
| Domžale             | 2 - 4           | West Ham Utd       | 2 - 1  | 0 - 3       |
| Lucerna             | 1 - 4           | Sassuolo           | 1 - 1  | 0 - 3       |
| Panathīnaïkos       | 3 - 0           | AIK                | 1 - 0  | 2 - 0       |
| İstanbul Başakşehir | 2 - 2 (gfc)     | Rijeka             | 0 - 0  | 2 - 2       |
| Fehérvár            | 1 - 2           | Midtjylland        | 0 - 1  | 1 - 1 (dts) |
| Slavia Praga        | 1 - 1 (gfc)     | Rio Ave            | 0 - 0  | 1 - 1       |
| Ankaraspor          | 3 - 0           | Kalju Nõmme        | 1 - 0  | 2 - 0       |
| Heracles Almelo     | 1 - 1 (gfc)     | Arouca             | 1 - 1  | 0 - 0       |
| IFK Göteborg        | 3 - 2           | HJK                | 1 - 2  | 2 - 0       |
| Birkirkara          | 1 - 6           | Krasnodar          | 0 - 3  | 1 - 3       |
| Aberdeen            | 1 - 2           | Maribor            | 1 - 1  | 0 - 1       |
| Tarpeda-BelAZ       | 0 - 3           | Rapid Vienna       | 0 - 0  | 0 - 3       |
| Admira Wacker M.    | 1 - 4           | Slovan Liberec     | 1 - 2  | 0 - 2       |
| AZ Alkmaar          | 3 - 1           | PAS Giannina       | 1 - 0  | 2 - 1       |
| Lilla               | 1 - 2           | Qəbələ             | 1 - 1  | 0 - 1       |
| Genk                | 3 - 1           | Cork City          | 1 - 0  | 2 - 1       |
| Gent                | 5 - 0           | Viitorul Costanza  | 5 - 0  | 0 - 0       |
| Jelgava             | 1 - 4           | Beitar Gerusalemme | 1 - 1  | 0 - 3       |
| Oleksandrija        | 1 - 6           | Hajduk Spalato     | 0 - 3  | 1 - 3       |
| Škendija            | 2 - 1           | Mladá Boleslav     | 2 - 0  | 0 - 1       |
| Grasshoppers        | 5 - 4           | Apollōn Limassol   | 2 - 1  | 3 - 3 (dts) |

## Spareggi

### Sorteggio
| Gruppo 1                                                           | Gruppo 1                                                                | Gruppo 2                                                    | Gruppo 2                                                                          |
| Teste di serie                                                     | Non teste di serie                                                      | Teste di serie                                              | Non teste di serie                                                                |
| ------------------------------------------------------------------ | ----------------------------------------------------------------------- | ----------------------------------------------------------- | --------------------------------------------------------------------------------- |
| Olympiacos Genk BATĖ Borisov Rapid Vienna Midtjylland              | Astana Arouca Ankaraspor Lokomotiva Zagabria AS Trenčín                 | AZ Alkmaar PAOK Saint-Étienne Slovan Liberec Austria Vienna | Rosenborg AEK Larnaca Vojvodina Dinamo Tbilisi Beitar Gerusalemme                 |
| Gruppo 3                                                           | Gruppo 3                                                                | Gruppo 4                                                    | Gruppo 4                                                                          |
| Teste di serie                                                     | Non teste di serie                                                      | Teste di serie                                              | Non teste di serie                                                                |
| Anderlecht Fenerbahçe Krasnodar Maribor West Ham Utd Panathīnaïkos | Astra Giurgiu Grasshoppers Brøndby Slavia Praga Qəbələ Partizani Tirana | Šachtar Sparta Praga Gent Maccabi Tel Aviv Sassuolo Qarabağ | Hajduk Spalato İstanbul Başakşehir Stella Rossa IFK Göteborg SønderjyskE Škendija |

### Risultati

#### Andata
| Arbitro: | Michael Oliver |

|          |           |                       |
| Vered 8’ | Marcatori | 15’ Lemoine 30’ Pogba |

| Arbitro: | Sébastien Delferière |

|                              |           |  |
| Kabananga 70’ Nurğalïyev 80’ | Marcatori |  |

| Arbitro: | Liran Liany |

|  |           |                                      |
|  | Marcatori | 20’ Léo Matos 71’ Crespo 83’ Pereyra |

| Haderslev 18 agosto 2016, ore 18:15 CET | SønderjyskE   | 0 – 0 referto | Sparta Praga | Haderslev Fodboldstadion (4 795 spett.)\| Arbitro: \| Hüseyin Göçek \| |
| Arbitro:                                | Hüseyin Göçek |               |              |                                                                        |

| Arbitro: | Gediminas Mažeika |

|                                                                     |           |  |
| Joãozinho 18’ (rig.) Smolov 27’ Jędrzejczyk 45’ Krasniqi 73’ (aut.) | Marcatori |  |

| Arbitro: | István Kovács |

|  |           |                      |
|  | Marcatori | 20’ (aut.) Banggaard |

| Arbitro: | Ruddy Buquet |

|  |           |            |
|  | Marcatori | 29’ Coufal |

| Arbitro: | Benoît Bastien |

|                                  |           |                   |
| A. Grünwald 51’ Felipe Pires 53’ | Marcatori | 90+1’ Reginiussen |

| Arbitro: | Paweł Raczkowski |

|           |           |  |
| Albæk 56’ | Marcatori |  |

| Arbitro: | Jesús Gil Manzano |

|                          |           |          |
| Alberman 9’ Scarione 77’ | Marcatori | 56’ Said |

| Arbitro: | Aljaksej Kul'bakoŭ |

|                          |           |             |
| Zenjov 37’ Dabo 50’, 52’ | Marcatori | 17’ Tavares |

| Arbitro: | Martin Strömbergsson |

|  |           |                                    |
|  | Marcatori | 49’ Sylla 60’ Teodorczyk 71’ Hanni |

| Arbitro: | Javier Estrada Fernández |

|                           |           |                                     |
| Emre Belözoğlu 56’ (rig.) | Marcatori | 24’ (aut.) Çikalleshi 41’ Kovalenko |

| Arbitro: | Robert Schörgenhofer |

|                                 |           |  |
| Chahechouhe 4’ Stoch 72’, 90+2’ | Marcatori |  |

| Arbitro: | Tamás Bognár |

|                             |           |                               |
| Marić 52’ (rig.) Fiolić 59’ | Marcatori | 35’ (rig.) Bailey 47’ Samatta |

| Arbitro: | István Vad |

|                                    |           |  |
| Berg 45+2’, 82’ Ledesma 54’ (rig.) | Marcatori |  |

| Arbitro: | Paolo Tagliavento |

|  |           |                                  |
|  | Marcatori | 32’, 83’ S. Wuytens 45+2’ Friday |

| Arbitro: | Artur Soares Dias |

|            |           |                  |
| Alibec 83’ | Marcatori | 45’ (rig.) Noble |

| Arbitro: | Serhiy Boiko |

|                                 |           |               |
| Matton 45+2’ K. Coulibaly 90+2’ | Marcatori | 9’ B. Ibraimi |

| Arbitro: | Serdar Gözübüyük |

|                                     |           |  |
| Berardi 17’ Politano 41’ Defrel 69’ | Marcatori |  |

| Arbitro: | Slavko Vinčić |

|  |           |          |
|  | Marcatori | 27’ Sebá |

| Arbitro: | Stefan Johannesson |

|  |           |                                 |
|  | Marcatori | 32’, 54’, 83’ Schaub 73’ Schwab |

#### Ritorno
| Arbitro: | Vladislav Bezborodov |

|                                          |           |  |
| Sadıqov 19’ Muarem 26’ Dani Quintana 51’ | Marcatori |  |

| Arbitro: | Oliver Drachta |

|             |           |            |
| Mukhtar 35’ | Marcatori | 66’ Ivanov |

| Arbitro: | Danny Makkelie |

|  |           |                         |
|  | Marcatori | 77’ Fernandão 84’ Stoch |

| Arbitro: | Martin Atkinson |

|                    |           |                         |
| Gytkjær 59’ (rig.) | Marcatori | 58’ Grünwald 69’ Kayode |

| Arbitro: | Ivan Bebek |

|                     |           |  |
| Sýkora 8’, 15’, 41’ | Marcatori |  |

| Elbasan 25 agosto 2016, ore 19:30 CET | Partizani Tirana | 0 – 0 referto | Krasnodar | Elbasan Arena (1 550 spett.)\| Arbitro: \| Jakob Kehlet \| |
| Arbitro:                              | Jakob Kehlet     |               |           |                                                            |

| Arbitro: | Anthony Taylor |

|                                                       |           |  |
| Tielemans 22’ (rig.) Teodorczyk 40’ (rig.) Heylen 61’ | Marcatori |  |

| Alkmaar 25 agosto 2016, ore 20:00 CET | AZ Alkmaar     | 0 – 0 referto | Vojvodina | AFAS Stadion (8 401 spett.)\| Arbitro: \| Tobias Stieler \| |
| Arbitro:                              | Tobias Stieler |               |           |                                                             |

| Arbitro: | Tony Chapron |

|                                     |           |                            |
| Hardzjajčuk 27’ Stasevič 89’ (rig.) | Marcatori | 50’ Maksimović 76’ Twumasi |

| Arbitro: | John Beaton |

|                       |           |  |
| Samatta 2’ Bailey 50’ | Marcatori |  |

| Arbitro: | Jevhen Aranovs'kyj |

|                |           |  |
| Pinto 20’, 50’ | Marcatori |  |

| Arbitro: | Harald Lechner |

|                            |           |  |
| Rodrigues 5’ Tzavellas 45’ | Marcatori |  |

| Arbitro: | Luca Banti |

|  |           |                                        |
|  | Marcatori | 60’, 69’ Coulibaly 81’ Perbet 86’ Neto |

| Arbitro: | Bobby Madden |

|                                 |           |                    |
| Lafata 44’ Šural 69’ Brabec 85’ | Marcatori | 35’ Uhre 40’ Kløve |

| Arbitro: | Viktor Kassai |

|             |           |  |
| Tavares 66’ | Marcatori |  |

| Arbitro: | Felix Zwayer |

|                                              |                      |                                               |
| Ćosić 40’, 59’                               | Marcatori            | 52’ Scarione                                  |
| Vlašić Tudor Ohandza Gkentsoglou Sušić Ćosić | Tiri di rigore 3 – 4 | Itzhaki Ben Haim Scarione Sá Medunjanin Rikan |

| Arbitro: | David Fernández Borbalán |

|           |           |             |
| Katai 54’ | Marcatori | 28’ Berardi |

| Arbitro: | Aleksej Es'kov |

|                          |           |          |
| Domínguez 94’ Ideye 113’ | Marcatori | 80’ Gegé |

| Saint-Étienne 25 agosto 2016, ore 20:45 CET | Saint-Étienne | 0 – 0 referto | Beitar Gerusalemme | Stadio Geoffroy Guichard (20 354 spett.)\| Arbitro: \| Matej Jug \| |
| Arbitro:                                    | Matej Jug     |               |                    |                                                                     |

| Arbitro: | Manuel Gräfe |

|  |           |              |
|  | Marcatori | 45’ Teixeira |

| Arbitro: | Ivan Kružliak |

|                                      |           |  |
| Attamah 23’ (aut.) Marlos 71’ (rig.) | Marcatori |  |

| Arbitro: | Aleksandar Stavrev |

|  |           |                       |
|  | Marcatori | 12’ Lawrence 35’ Paur |

#### Tabella riassuntiva
| Squadra 1           | Totale          | Squadra 2        | Andata | Ritorno     |
| ------------------- | --------------- | ---------------- | ------ | ----------- |
| Astana              | 4 - 2           | BATĖ Borisov     | 2 - 0  | 2 - 2       |
| AEK Larnaca         | 0 - 4           | Slovan Liberec   | 0 - 1  | 0 - 3       |
| Arouca              | 1 - 3           | Olympiacos       | 0 - 1  | 1 - 2 (dts) |
| Dinamo Tbilisi      | 0 - 5           | PAOK             | 0 - 3  | 0 - 2       |
| Midtjylland         | 0 - 3           | Ankaraspor       | 0 - 1  | 0 - 2       |
| AS Trenčín          | 2 - 4           | Rapid Vienna     | 0 - 4  | 2 - 0       |
| Lokomotiva Zagabria | 2 - 4           | Genk             | 2 - 2  | 0 - 2       |
| Austria Vienna      | 4 - 2           | Rosenborg        | 2 - 1  | 2 - 1       |
| Beitar Gerusalemme  | 1 - 2           | Saint-Étienne    | 1 - 2  | 0 - 0       |
| Vojvodina           | 0 - 3           | AZ Alkmaar       | 0 - 3  | 0 - 0       |
| Qəbələ              | 3 - 2           | Maribor          | 3 - 1  | 0 - 1       |
| Slavia Praga        | 0 - 6           | Anderlecht       | 0 - 3  | 0 - 3       |
| Astra Giurgiu       | 2 - 1           | West Ham Utd     | 1 - 1  | 1 - 0       |
| Fenerbahçe          | 5 - 0           | Grasshoppers     | 3 - 0  | 2 - 0       |
| Panathīnaïkos       | 4 - 1           | Brøndby          | 3 - 0  | 1 - 1       |
| Krasnodar           | 4 - 0           | Partizani Tirana | 4 - 0  | 0 - 0       |
| Gent                | 6 - 1           | Škendija         | 2 - 1  | 4 - 0       |
| İstanbul Başakşehir | 1 - 4           | Šachtar          | 1 - 2  | 0 - 2       |
| SønderjyskE         | 2 - 3           | Sparta Praga     | 0 - 0  | 2 - 3       |
| Sassuolo            | 4 - 1           | Stella Rossa     | 3 - 0  | 1 - 1       |
| IFK Göteborg        | 1 - 3           | Qarabağ          | 1 - 0  | 0 - 3       |
| Maccabi Tel Aviv    | 3 - 3 (4-3 dcr) | Hajduk Spalato   | 2 - 1  | 1 - 2 (dts) |

## Classifica marcatori
Dati aggiornati al 4 agosto 2016
| Gol |  | Minuti giocati | Giocatore            | Squadra             |
| --- |  | -------------- | -------------------- | ------------------- |
| 6   |  | 477'           | Teemu Pukki          | Brondby             |
| 6   |  | 515'           | Ivan Tričkovski      | AEK Larnaca         |
| 5   |  | 481'           | Mirko Marić          | Lokomotiva Zagabria |
| 5   |  | 536'           | Theo Lewis Weeks     | Qabala              |
| 4   |  | 240'           | Morten Beck Andersen | KR Reykjavik        |
| 4   |  | 338'           | Tibor Tisza          | Debrecen            |
| 4   |  | 360'           | Moreno Costanzo      | Vaduz               |
| 4   |  | 407'           | Robert Ndip Tambe    | Spartak Trnava      |
| 4   |  | 432'           | Pione Sisto          | Midtjylland         |
| 4   |  | 517'           | Alfredo Morelos      | HJK                 |
| 4   |  | 520'           | Kamil Wilczek        | Brondby             |
| 4   |  | 525'           | Nosa Igiebor         | Maccabi Tel Aviv    |
| 4   |  | 527'           | Dejan Meleg          | Vojvodina           |
| 4   |  | 540'           | Omer Atzily          | Beitar Gerusalemme  |